# Tramways Est-Ouest de Liège et Extensions
Pour les articles homonymes, voir Ancien tramway de Liège.
La Société des Tramways Est-Ouest de Liège et Extensions est créée le 21 avril 1898. Elle exploitent plusieurs lignes dans la ville de Liège en Belgique. Elle succède à la compagnie Nyst créée le 4 septembre 1880 et qui avait ouvert une ligne en 1880 entre la place Saint-Lambert et Cornillon, prolongée en 1882 vers la gare du Haut Pré. 
Le 21 avril 1928, ils sont absorbés par la Société des Tramways Unifiés de Liège et extensions.

## Histoire
Le 29 octobre 1899, la compagnie ouvre une ligne de tramway électrique  entre Ans, la place Saint-Lambert à Liège, la Vieille Barrière et le pont de Chênée (rive droite).

## Les lignes
- Place Saint-Lambert - Ans;
- Place Saint-Lambert - Fléron;
- Place Saint-Lambert - Bonne Femme - Trooz;

## Matériel roulant
Motrices
- N° 43, livrée par la Société Franco-Belge à La Croyère, en 1899,
- N° 110 à 115, livrées par Maschinenfabrik Augsburg-Nürnberg (MAN) en 1908, puissance  2 x 50 CV,
- N° 116 à 122, livrées par Siemens en 1913,

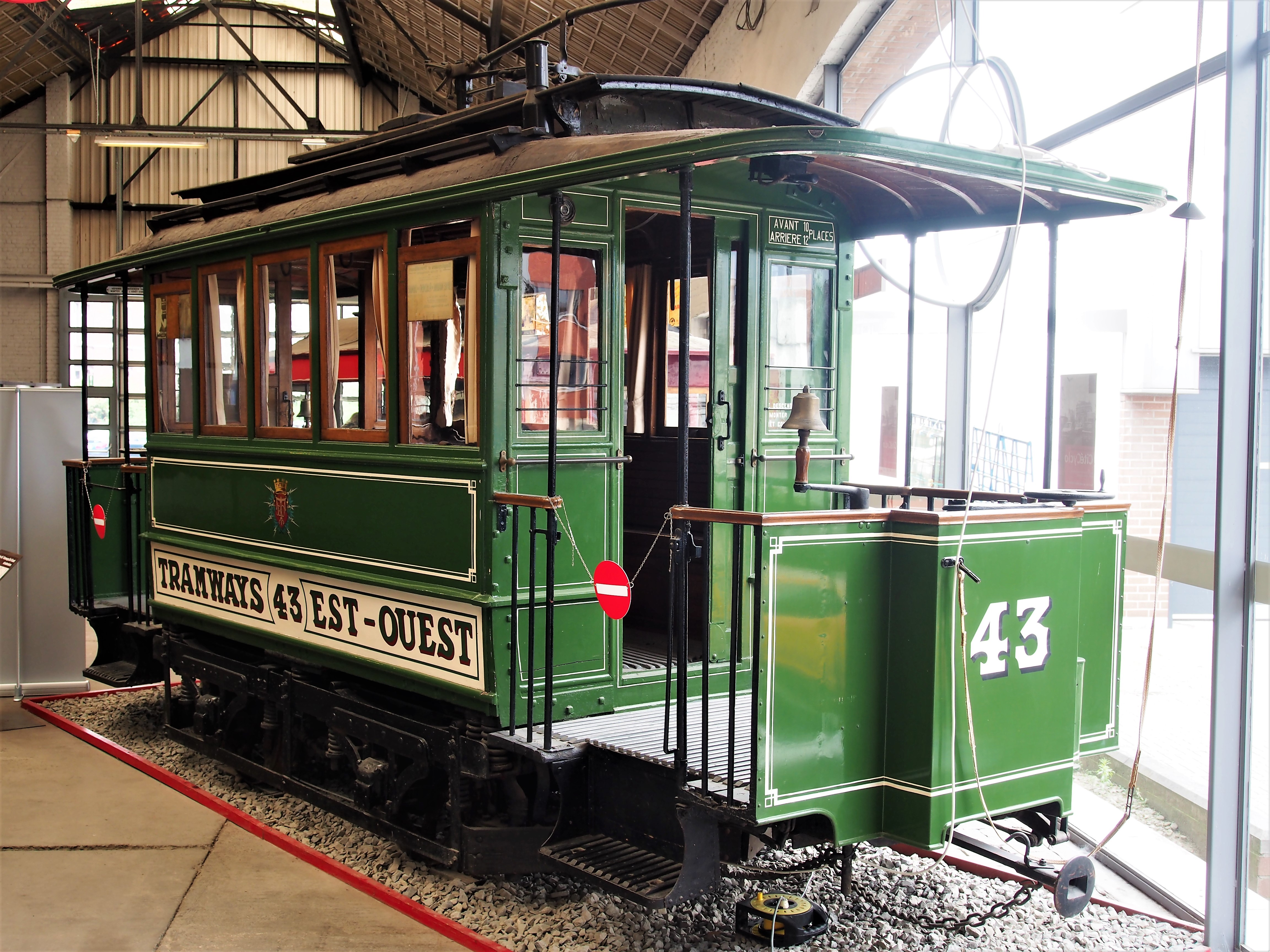
Motrice n° 43 de 1899
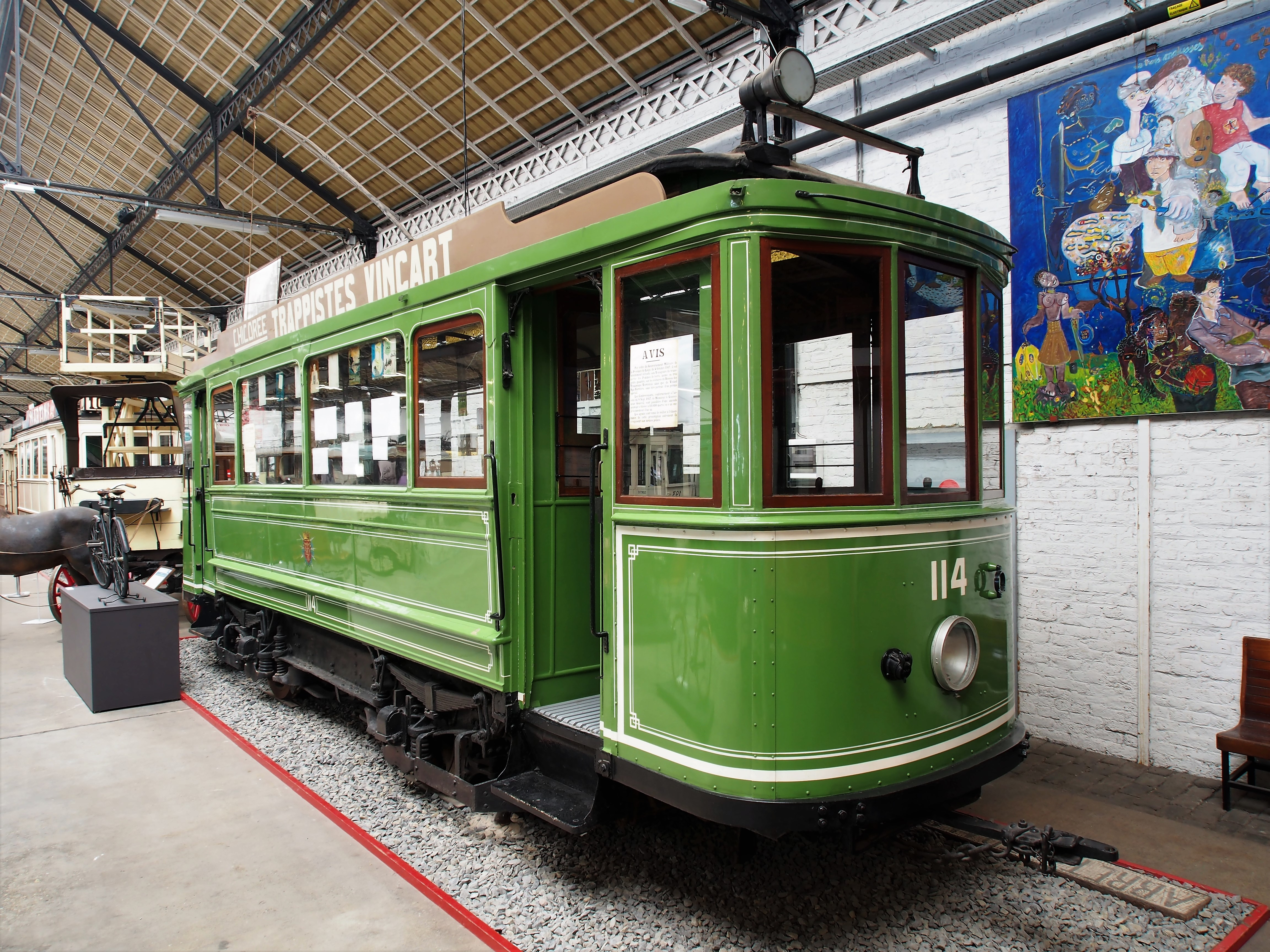
Motrice série 110 à 115 de 1908.